# FSV Oschatz
Der Fußballsportverein Oschatz 1990 e.V. ist ein deutscher Fußballverein mit Sitz in der sächsischen Stadt Oschatz innerhalb des Landkreises Nordsachsen.

## Geschichte

### Gründung bis 1990
Bereits im Jahr 1908 wurde ein Fußball-Club Oschatz gegründet, dieser wurde nach ein paar Jahren aber wieder aufgelöst und ab dem 12. Oktober 1913 durch den Ballspielclub Oschatz abgelöst. Auf dieses Gründungsdatum beriefen sich dann auch alle Nachfolgeorganisationen. Nach dem Kriegsbedingten Spielverbot nahmen die Mannschaftes des Vereins ab 1919 nach einigen Jahren wieder den Spielbetrieb auf. Zum 24. April 1920 wurde aus dem vorherigen Ballspielclub der Turnsportverein Oschatz. Nach der Saison 1934/35 wurde aus dem Verein nach dem Zusammenschluss mit dem ATSV Zschöllau der SV Oschatz. Im Jahr 1939 wurde der SV dann wiederum in den Oschatzer Turnverein eingegliedert.
Bedingt durch den Zweiten Weltkrieg konnte bis auf wenige Ausnahmen konstant gespielt werden, nach 1945 wurde der Verein aber erst einmal formal aufgelöst und als SG neu gegründet. Nach der Bezirksmeisterschaft in der Saison 1946/47 ging es weiter in der Kreisklasse. In der einmalig ausgetragenen, zweitklassigen Landesmeisterschaft Sachsen 1948/49 belegte man im Bezirk Leipzig mit 13:27 Punkten den 22. Platz nach 25 gespielten Partien. Danach ging es für das Team in der Bezirksklasse weiter. In der Saison 1950/51 hieß der Verein dann BSG Traktor Oschatz und nur eine Saison später BSG Einheit Oschatz. Nachdem man zuvor aus der Bezirksklasse wieder abgestiegen war, erreichte man diese wieder ab der Saison 1952 und es gelang bis 1960 in dieser Klasse auch im oberen Tabellenbereich zu bestehen. Dies mündete anschließend in dem Aufstieg zur Bezirksliga-Saison 1961, aus welcher man aber direkt wieder abstieg. Zurück in der Bezirksklasse hielt man diese danach noch bis 1967. Nach dem Weggang einiger Spieler gelang erst 1970 wieder ein Aufstieg, nach welchem man nun aber zumeist eher im Abstiegskampf unterwegs war. Erst in den 1980er Jahren konnte sich die Mannschaft hier ein wenig stabilisieren.

### Nach 1990
Nach der Wende nahm der Verein den Namen Fußballsportverein Oschatz 1990 an und es gelang im Jahr 1992 nach mehreren Jahrzehnten wieder in die Bezirksliga aufzusteigen. In dieser Liga Bestand die Mannschaft bis 1997, wo erneut die mangelnde Spielstärke den Abstieg zurück in die Bezirksklasse bedeutete. Im selben Jahr schlossen sich auch alle Jugendmannschaften des Nachfolgevereins der BSG Glasseide Oschatz dem FSV an.
Bis in die 2000er Jahre hinein spielte der Verein nun weiter in der Bezirksklasse. Nach einer sehr schlechten Saison muss die Mannschaft dann aber nach der Saison 2009/10 sogar einmal den Gang in die Kreisliga antreten. In dieser wird man mit 78 Punkten aber sofort Meister und steigt direkt wieder auf. Dies war nun aber nicht mehr die Bezirksklasse, sondern die Nordsachsenliga, wo man auch erst einmal im Mittelfeld ankam. Nach einer desaströsen Spielzeit 2013/14 in welcher man durch einen einzigen Sieg nur drei Punkte einfuhr stieg man abgeschlagen als Tabellenletzter wieder einmal in die Kreisliga ab. Aber auch hier war der Niedergang noch nicht vorbei und mit 19 Punkten scheiterte der Klassenerhalt, womit man auch aus der Kreisliga absteigen hätte müssen. Es kam aber nicht dazu und in der Folgesaison rettete man sich mit 38 Punkten noch in die Relegation. Schlussendlich wurde daraus dann zur Saison 2016/17 die Kreisliga Nordsachsen, welchem man erneut trotz eines sportlichen Abstiegsplatzes halten konnte. Mit den folgenden Spielzeiten wurde die Tabellenposition dann wieder besser und zur Saison 2020/21 durfte die Mannschaft wieder in die Nordsachsenliga aufsteigen. In dieser spielt die Mannschaft auch noch bis heute.